# Anderson Luis da Silva
Anderson Luis da Silva (født 22. december 1972) er en tidligere brasiliansk fodboldspiller.